# Hünstein (Bleicherode)
Hünstein ist ein Weiler im Ortsteil Nohra der Stadt Bleicherode im Landkreis Nordhausen in Thüringen.

## Geografie

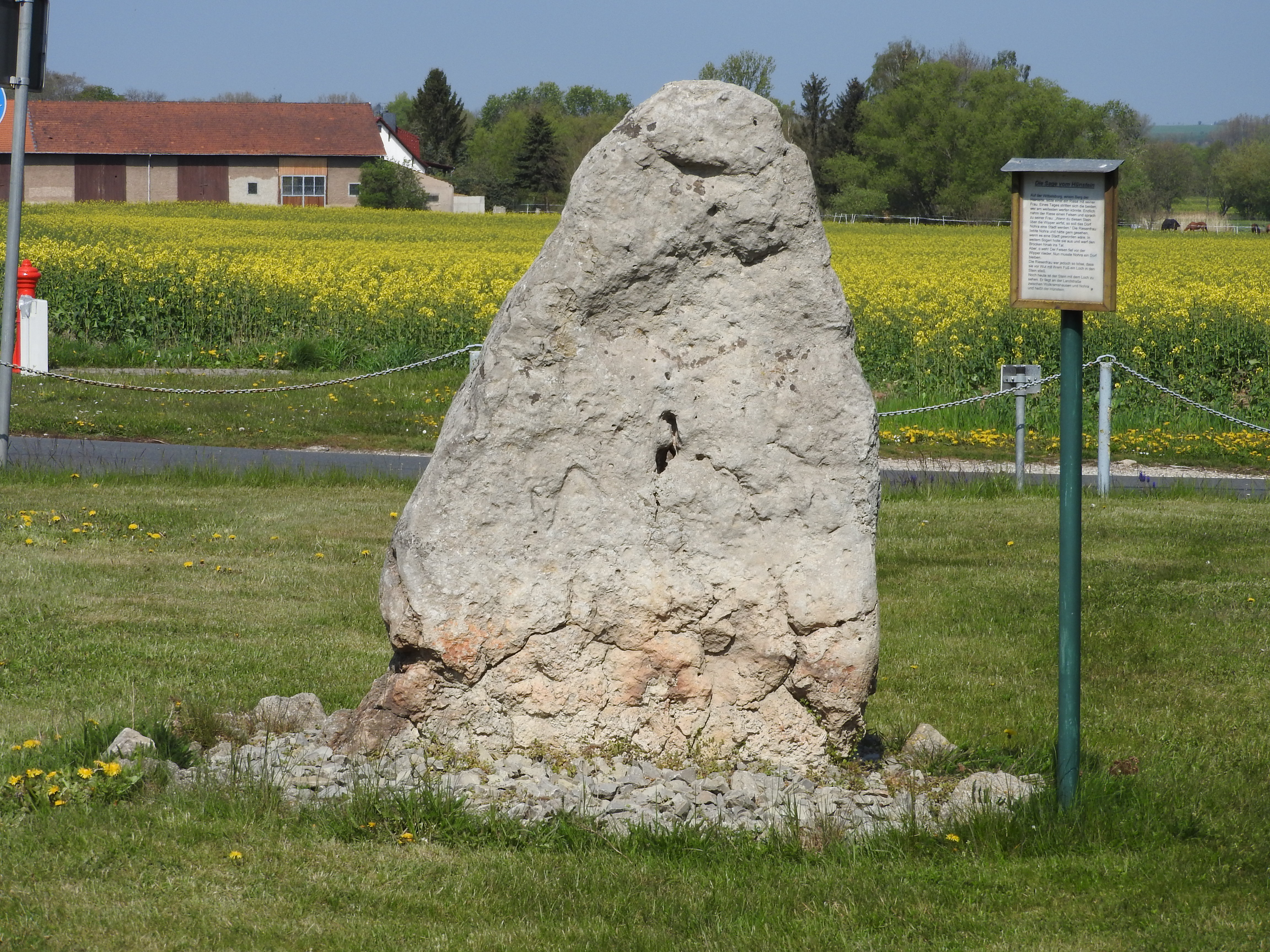
Menhir von Nohra in Hünstein

Hünstein liegt an der Landesstraße (L) 1034 zwischen Nohra und Wolkramshausen. Der Ort wird vom Teichbach durchflossen, der sich beim Campingplatz mit dem Hainröder Bach vereinigt, um 500 m weiter nördlich in die Wipper zu münden.

## Geschichte
In der bekannten Literatur konnte keine urkundliche Ersterwähnung dieser Ansiedlung ermittelt werden.
An der L 1034 in Richtung Wolkramshausen (Lage→) steht ein Menhir an der Abzweigung der L 2080 nach Wollersleben. Der Menhir aus Kalkstein ist etwa 1,6 m hoch und hat die Form eines Blattes. Er steht aufrecht und verjüngt sich zur Spitze hin. Das auffällige Loch, das durch den Stein geht, wird im Volksmund „Bauchnabel“ genannt. Zum Menhir wird berichtet, dass er früher an einem anderen Standort gestanden hat. Mit ihm knüpft man an die Sage an, die eine Beziehung zu der auf der Hainleite bei Hainrode gelegenen Wallanlage Wöbelsburg herstellt. Möglich ist aber auch, dass er früher am Gräberfeld östlich des Ortsrandes von Nohra gestanden hat.

## Wirtschaft
Der Weiler hat sich im Wesentlichen zu einem Gewerbegebiet entwickelt. Auf dem Landgut Hünstein wird weiterhin Landwirtschaft betrieben. Vor Ort haben sich auch ein Kunststoffwerk und ein Solarpark angesiedelt. An einer 1964 für eine Baustelle ausgehobenen Kiesgrube wurde 1968 ein Freibad eröffnet. Neben der Kiesgrube findet sich ein Campingplatz.